# Dihydrotestosteron
Dihydrotestosteron, stanolon eller 5α-dihydrotestosteron (DHT) är ett steroidhormon som har samma effekter som testosteron men starkare. Liksom testosteron binder den till de androgena receptorerna. Det räknas som ett manligt könshormon, men också kvinnor har det. Det är nödvändigt för könsutveckling till man, såväl de primära som de sekundära könskarakteristika.

## Produktion

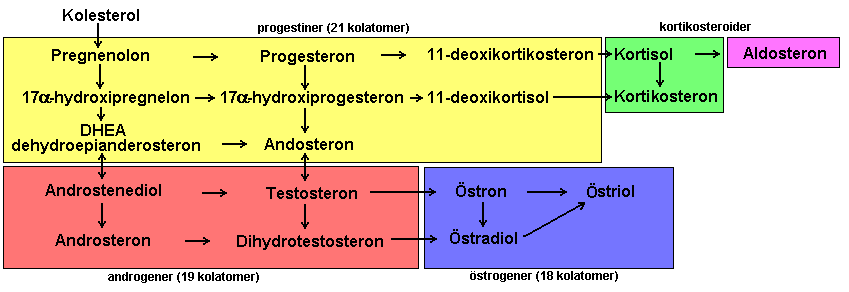
Syntes av steroidhormoner. Dihydrotestosteron ses i den rosa rutan nere till vänster. Det bildas av testosteron och androsteron, och kan ombildas till östradiol. Mängden aktivt hormon relativt mängden som används som prohormon (förstadium) av dessa är könsberoende.

Dihydrotestosteron (C19H30O2) bildas i steroidhormonkedjan genom en enzymatisk förändring av testosteron (typ  I och II 5α-reduktasenzymer). Omvandlingen sker i prostata, testiklar, hårfolliklar, och binjurar, där dessa enzym finns. Hos män ombildas ungefär 5 % testosteron till dihydrotestosteron.
Fetma och att ha varit rökare kan ge lägre nivåer DHT under ålderdomen.

## Effekter

### Effekter på män
Typ II 5α-reduktasenzym finns uttryckt i prostatan, där DHT står för den fullvuxna mognaden av denna, och vid blockering av detta enzym minskar prostatans storlek. Tillsammans med östrogen deltar det vid glukosomsättningen i sertoliceller, varmed det påverkar mannens fertilitet. Liksom testosteron har DHT immunosuppressiva egenskaper. Det ökar sexualdriften och ejakulationsfrekvensen hos män, och är möjligen viktigare för detta än testosteron. Hos män korrelerar nivåerna DHT med graden av verbal aggression och ilska. Utan DHT kan inte foster utveckla manligt kön, och pojkar kan inte utvecklas till män under puberteten.

### Effekter på kvinnor
Fertila kvinnors nivåer DHT är som högst i mitten av menstruationscykeln (runt ägglossningen). Efter menopausen är nivåerna lägre. För hög aktivitet på DHT kan ge hirsutism och manligt håravfall hos kvinnor (kutan hyperandrogenism), detta dock utan att DHT i serum nödvändigtvis är avvikande. Djurförsök med möss har visat att det troligen minskar sexualdriften och ökar aggressiviteten hos honor.
DHT har länge antagits ligga bakom bukfetma hos kvinnor, men nyare forskning tyder på att det saknas ett sådant samband; sambandet kan möjligen tvärt om vara omvänt. Mängden DHT i serum minskar mängden kroppsfett och ökar muskelmassan. En kanadensisk studie från 2012 har visat att kvinnor med bukfetma har sänkta nivåer DHT i serum.

## DHT som läkemedel
DHT i geléform har getts till åldrande män med testosteronbrist (jämför andropaus). Det administrerade DHT hade ingen effekt på prostatans storlek eller hjärt- och kärlsystemet, men ökade benstyrkan något. DHT hade ingen effekt på personernas kognitiva eller psykiska funktioner.